# Nederlands namenrecht
Het Nederlands namenrecht bevat de regels voor de naamgeving van personen met de Nederlandse nationaliteit en de behandeling van persoonsnamen in Nederland.
In Nederland en de meeste andere westerse landen bestaat iemands volledige naam uit zijn of haar voornaam of voornamen gevolgd door de geslachtsnaam (achternaam). De wettelijke regels over het Nederlandse naamrecht zijn vastgelegd in artikel 4 tot en met 9 van Boek 1 van het Burgerlijk Wetboek.

## Verkrijging van de geslachtsnaam
Let op: In onderstaande situaties wordt gesproken over moeder of moeder uit wie het kind is geboren. Voor de vrouw die haar / zijn geslacht heeft gewijzigd in mannelijk en als zodanig staat geregistreerd in de Basisregistratie Personen (BRP) geldt dat hij in de geboorteakte wordt opgenomen als de moeder uit wie het kind is geboren. De regels voor het Nederlands naamrecht gelden dus ook als zodanig. In de BRP wordt hij opgenomen als vader van het kind.

### Geen keuze
- Een kind dat niet is erkend voor geboorte en waarvan de moeder ongehuwd is, krijgt van rechtswege de geslachtsnaam van de moeder.
- Een kind dat is erkend voor geboorte en dat het eerste kind betreft uit deze relatie, krijgt de geslachtsnaam van de moeder uit wie het kind is geboren.
- Een kind dat is erkend voor geboorte en dat het tweede of hieropvolgende kind betreft uit deze relatie, krijgt de geslachtsnaam van het eerde kind / de eerdere kinderen uit deze relatie.
- Een tweede of hieropvolgende kind van een man en vrouw, dat wordt geboren binnen het huwelijk, krijgt de geslachtsnaam van het eerste kind / de eerdere kinderen.
- Een eerste kind van twee vrouwen, waarvan een verklaring wordt overgelegd dat er sprake is van een anonieme zaaddonor en dat wordt geboren binnen het huwelijk, krijgt de geslachtsnaam van de 'meemoeder'.
- Een tweede kind van twee vrouwen, waarvan een verklaring wordt overgelegd dat er sprake is van een anonieme zaaddonor en dat wordt geboren binnen het huwelijk, krijgt de geslachtsnaam van het eerste kind / de eerdere kinderen.
- Een kind geboren binnen een huwelijk tussen twee vrouwen, waarvan geen verklaring kan worden overgelegd dat er sprake is van een anonieme zaaddonor en niet is erkend, krijgt de geslachtsnaam van de moeder uit wie het kind is geboren.

### Keuze
De op 1 januari 2024 ingegane Wijziging van enige bepalingen in Boek 1 en Boek 10 van het Burgerlijk Wetboek en van Boek 1 van het Burgerlijk Wetboek van Bonaire, Sint Eustatius en Saba met betrekking tot de keuze van de geslachtsnaam (introductie gecombineerde geslachtsnaam) bepaalt dat ouders bij het eerste kind kunnen kiezen voor de geslachtsnaam die bestaat uit de twee geslachtsnamen achter elkaar, in een volgorde naar keuze, gescheiden door een spatie. Voor volgende kinderen is de geslachtsnaam hetzelfde. Voor kinderen geboren vanaf 2016 kan de geslachtsnaam in 2024 nog gewijzigd worden. Voor kinderen van de volgende generatie waarvan de ouders beide al een gecombineerde naam hebben, kunnen twee van de vier namen gekozen worden, en wel in volgorde naar keuze. Als het de twee namen van een van de ouders zijn, moet de volgorde hetzelfde blijven. Het kiezen van de geslachtsnaam gebeurt door middel van het afleggen van een gezamenlijke verklaring bij de ambtenaar van de burgerlijke stand.
De naamskeuze kan plaatsvinden:
- voor geboorte
- bij geboorteaangifte
- bij erkenning
- ten tijde van het aangaan van een huwelijk of geregistreerd partnerschap tussen de moeder en erkenner

De naamskeuze is eenmalig, met uitzondering van de mogelijkheid om nog eenmaal een andere keuze te maken bij het aangaan van een huwelijk of geregistreerd partnerschap.

## Gebruik van de geslachtsnaam
Artikel 9 van boek 1 BW bepaalt dat personen de geslachtsnaam van hun huwelijkspartner mogen voeren
- die getrouwd zijn
- of getrouwd zijn geweest en vervolgens niet zijn hertrouwd
- of een geregistreerd partnerschap zijn aangegaan,
- en personen wier partnerschap geregistreerd is of geregistreerd is geweest en vervolgens niet zijn getrouwd of opnieuw een geregistreerd partnerschap zijn aangegaan.

Officieel wordt de eigen geslachtsnaam behouden, maar de geslachtsnaam van de huwelijkspartner mag daarvoor in de plaats gevoerd of daaraan toegevoegd worden. In officiële documenten zoals notariële akten wordt altijd alleen de eigen geslachtsnaam gebruikt, zonder toevoeging van de geslachtsnaam van een eventuele huwelijkspartner.
De gewezen huwelijkspartner of gewezen partner kan na echtscheiding zonder afstammelingen of na beëindiging van het partnerschap op gegronde redenen de rechtbank verzoeken om de vrouw of de man het recht te ontnemen zijn of haar geslachtsnaam te voeren.
Het was tot ver in de twintigste eeuw gebruikelijk dat vrouwen de naam van hun echtgenoot op deze manier aannamen. De oorspronkelijke geslachtsnaam van een getrouwde vrouw wordt vaak de meisjesnaam genoemd, het geslachtsneutrale geboortenaam is correcter (het suggereert niet dat het huwelijk samenvalt met de overgang van meisje naar volwassen vrouw) en eenduidiger ('meisjesnaam' kan immers ook op een voornaam slaan).

## Wijziging van de geslachtsnaam
Mensen die hun geslachtsnaam wensen te wijzigen, kunnen hiertoe een verzoek indienen bij de Koning, wiens taken in dezen worden waargenomen door de dienst Justis van het ministerie van Justitie. Om voor een geslachtsnaamwijziging in aanmerking te komen moet het verzoek te vatten zijn onder de gronden als genoemd in het Besluit Geslachtsnaamwijziging.
Redenen zijn bijvoorbeeld:
- de geslachtsnaam van de andere ouder of verzorger willen hebben
- een naamswijziging die plaatsvond tijdens minderjarigheid ongedaan willen maken
- de naamkeuze van de ouders herzien (alleen mogelijk als men na 1 januari 1998 is geboren)
- dezelfde naamswijziging willen hebben als die van de ouder
- na een echtscheiding de oorspronkelijke geslachtsnaam willen terugkrijgen
- een niet-Nederlandse geslachtsnaam willen wijzigen
- een onwelvoeglijke of bespottelijke geslachtsnaam willen wijzigen
- een veelvoorkomende geslachtsnaam willen wijzigen
- een onjuist gespelde geslachtsnaam willen wijzigen
- de juiste Friese spelling van een Friese geslachtsnaam willen
- de geslachtsnaam van de voorouders willen toevoegen
- een uitstervende geslachtsnaam willen toevoegen

De legeskosten voor een achternaamswijziging bedragen (per 1 september 2011) €835. Wijziging geschiedt op grond van artikel 7 van Boek 1 van het Burgerlijk Wetboek bij Koninklijk Besluit. Dit is geregeld in het Besluit geslachtsnaamswijziging.
Bij naturalisatie kan een immigrant onder bepaalde voorwaarden een nieuwe Nederlandse geslachtsnaam kiezen, bijvoorbeeld omdat zijn naam moeilijk is uit te spreken of naar Nederlandse opvattingen onwelvoeglijk of bespottelijk is.

### Minderjarigen
Veel verzoeken tot naamswijziging van kinderen hangen samen met relatieproblemen van hun ouders. Na een relatiebreuk bestaat er bij de ouder die het eenhoofdig gezag heeft verkregen (meestal de moeder) soms de wens om het kind haar naam, of de naam van een nieuwe partner te geven. Ook kan het kind de achternaam van pleegouder(s) krijgen. Voor de andere ouder (meestal de vader), kan een dergelijk verzoek als een ontkenning van zijn vaderschap voelen.
De regels voor naamswijziging in dit soort situaties zijn in 1998 gewijzigd. In de nieuwe regels is de leeftijd van het kind doorslaggevend en moet zijn voldaan aan de verplichte verzorgingstermijn van 3 of 5 jaar. Voor een kind onder de 12 jaar is wijziging zonder instemming van de andere ouder zeer moeilijk; in deze situatie kan de wijziging alleen worden toegewezen als:
- kan worden aangetoond dat de ouder die niet instemt onherroepelijk is veroordeeld wegens een misdrijf tegen het kind;
- de rechter die ouder uit het gezag heeft ontzet (dit is een zware rechterlijke maatregel);
- de ouder die niet instemt na de geboorte aantoonbaar niet of nauwelijks met het kind in gezinsverband heeft samengeleefd (niet langer dan een kwart van de periode voorafgaand aan de verzorgingstermijn van 5 jaar).

Voor een kind boven de 12 jaar moet het kind zelf instemmen met het verzoek en wordt het verzoek in principe toegewezen als het kind dat zelf ook wil, ook tegen de wens van de andere ouder in (die geen gezag heeft).
In nieuw samengestelde gezinnen kan men opteren om de achternaam van de (nieuwe) vader toe te passen op de gemeenschappelijke kinderen. Daartoe geldt een regeling die vergelijkbaar is met adoptie door de nieuwe vader.
Ook kan de achternaam gewijzigd worden als de kinderen (van dezelfde ouders) door internationaal privaatrecht verschillende achternamen hebben, bijvoorbeeld doordat ze in verschillende landen zijn geboren. Of als een kind een dubbele nationaliteit heeft en het kind volgens het recht van dat land een andere achternaam heeft. Wel moeten alle kinderen uit het gezin dezelfde achternaam dragen. Er is in deze gevallen geen sprake van een vereiste verzorgingstermijn.

## Samengestelde geslachtsnamen
Sommige families hebben een zogenaamde samengestelde geslachtsnaam, of dubbele naam. Soms is het eerste deel de eigenlijke geslachtsnaam, soms het tweede.
Bij een adellijke familie verwijst de tweede gedeelte vaak naar de streek of landgoederen waar de familie vandaan kwam respectievelijk in haar bezit had. Soms werd er per familietak een ander landgoed aangegeven, bijvoorbeeld bij de familie Bentinck, die de geslachten Bentinck tot Buckhorst en Bentinck van Schoonheten kent. Dragers van zo'n dubbele naam worden vaak aangesproken met alleen de eerste naam (bijvoorbeeld Piet Bentinck, met weglating van de verwijzing van de streek of landgoederen).

Veel dubbele namen van (meestal) niet-adellijke families zijn in de 19e eeuw via een alternatieve route ontstaan. Een moedersnaam is dan doorgegeven als voornaam door inadequaat handelen van de burgerlijke stand of onduidelijkheid van de geboorteakte, waarin geen duidelijk onderscheid gemaakt werd tussen voor- en geslachtsnaam. Veelal was dit een manier voor de sociale upperclass om de naam van de moeder aan een kind mee te geven. Dat kon niet als tweede achternaam, maar was als extra voornaam wel toegestaan. Die voornaam werd dan later gebruikt alsof hij een deel van een dubbele geslachtsnaam was. De familie Fentener van Vlissingen heette bijvoorbeeld in de 18e eeuw nog Van Vlissingen. De in 1794 geboren zoon van Cornelis van Vlissingen en Maria Fentener heette Pieter Fentener van Vlissingen, en ook zijn nazaten kregen Fentener als laatste voornaam, die steeds voluit werd geschreven, zodat het leek of dat een dubbele achternaam was. Andere voorbeelden zijn Enno van Gelder, De Marez Oijens en Kamerlingh Onnes. Volgens het Meertens Instituut
... blijkt dat in Nederland 4850 dubbele geslachtsnamen voorkomen, welke gedragen worden door in totaal ongeveer 41.000 personen. Ten aanzien van 1400 van die namen is inmiddels komen vast te staan, dat zij rechtmatig worden gedragen door ongeveer 7500 personen. Voor 113 der overige dubbele geslachtsnamen, gedragen door 1350 personen, is door de Hoge Raad van Adel tot rectificatie geadviseerd. De overige 3320 dubbele geslachtsnamen worden blijkbaar onrechtmatig gevoerd.— F.P.B., Dubbele geslachtsnamen, in: Gens Nostra (1947), nr 1, p 185-187
Het is nog steeds mogelijk om via een geslachtsnaamswijziging (via het Kabinet van de Koning) bij het uitsterven van een familietak van moederszijde deze naam toe te voegen aan de familienaam. Het is mogelijk om op deze wijze een lange reeks van namen te krijgen.
Verder komt het voor dat een achternaam officieel bestaat uit twee varianten, gescheiden door "of" of "zich noemende" of "anders genoemd". Voorbeelden zijn: Heuker of Hoek, Rolffs of Roelofs, Althanning ook genaamd Oude Hannink. Het spreekt wel vanzelf dat in het dagelijks leven slechts een van de namen wordt gebruikt.

## Botsende tradities
Het Nederlandse namenrecht houdt geen rekening met buitenlandse tradities en grammatica. De achternaam volgens het Nederlandse namenrecht is altijd identiek (dus zonder aangepaste woorduitgangen) aan de achternaam van de moeder of die van de vader. Zo botst het namenrecht met de Russische traditie voor achternamen voor in Nederland geboren kinderen. In de IJslandse namentraditie worden geen geslachtsnamen gebruikt, maar wordt men naar de vader genoemd. Zo heet de zoon van Einar Pétursson bijvoorbeeld Magnús Einarson ('Magnus, zoon van Einar') en diens dochter Sigríður Einarsdóttir ('Sigrid, dochter van Einar').